# Walker Lake (CDP, Nevada)
Pour les articles homonymes, voir Walker Lake.
Walker Lake est une census-designated place (CDP) située dans le comté de Mineral, dans l’État du Nevada, aux États-Unis. D'après le recensement de 2020, sa population est de 247 habitants.